# Negoiești, Dolj
Negoiești este un sat în comuna Melinești din județul Dolj, Oltenia, România.
Satul Negoiești se află situat la circa 25 de km de Craiova, pe DJ 605 Craiova-Melinești. Actualul sat Negoiești s-a format prin fuziunea a două sate, Godeni și Negoiești, și face parte din comuna Melinești. De la nord la sud satul Negoiești este străbătut de râul Amaradia pe o distanță de aproximativ 5 km.
 Acest articol despre o localitate din județul Dolj este deocamdată un ciot. Puteți ajuta Wikipedia prin completarea lui.